# Малогощ (гміна)
Гміна Малогощ (пол. Gmina Małogoszcz) — місько-сільська гміна у східній Польщі. Належить до Єнджейовського повіту Свентокшиського воєводства.
Станом на 31 грудня 2011 у гміні проживало 11829 осіб.

## Територія
Згідно з даними за 2007 рік площа гміни становила 145.37 км², у тому числі:
- орні землі: 65.00%
- ліси: 27.00%

Таким чином, площа гміни становить 11.57% площі повіту.

## Населення
Станом на 31 грудня 2011:
| Опис     | Загалом | Загалом | Чоловіки | Чоловіки | Жінки | Жінки |
| -------- | ------- | ------- | -------- | -------- | ----- | ----- |
| одиниця  | осіб    | %       | осіб     | %        | осіб  | %     |
| все      | 11829   | 100     | 5945     | 50.26    | 5884  | 49.74 |
| міське   | 3979    | 100     | 1964     | 49.36    | 2015  | 50.64 |
| сільське | 7850    | 100     | 3981     | 50.71    | 3869  | 49.29 |

## Сусідні гміни
Гміна Малоґощ межує з такими гмінами: Влощова, Єнджеюв, Красоцин, Лопушно, Окса, Собкув, Хенцини.